# Robert Lamoot
Robert Lamoot (18 de março de 1911 - 1996) foi um futebolista belga que competiu na Copa do Mundo FIFA de 1934.